# 雷塞 (蘇梅州)
50°23′58″N 34°47′3″E / 50.39944°N 34.78417°E
雷塞（羅馬化：Lyse）是位於烏克蘭東北部的村莊，由蘇梅州奥赫蒂尔卡区的丘帕希夫卡市鎮負責管轄。該村處於奧列什尼亞河右岸，距離奧列什尼亞1.5公里，海拔高度119米，2001年人口20。